# Parantica weiskei
Parantica weiskei is een vlinder uit de familie Nymphalidae, onderfamilie Danainae. De wetenschappelijke naam van de soort is voor het eerst geldig gepubliceerd in 1901 door Lionel Walter Rothschild.

## Kenmerken
De achtervleugels van het mannetje vertoont opvallende ronde, zwarte vlekken bij de achterrand. De spanwijdte bedraagt 6 tot 7 cm.

## Verspreiding en leefgebied
De soort komt voor in Indonesië en Papoea-Nieuw-Guinea in bergachtige gebieden op een hoogte van 1500 tot 2500 meter. 

## Status
Hij staat op de Rode Lijst van de IUCN als niet bedreigd.